# Chelonarium unifasciatum
Chelonarium unifasciatum is een keversoort uit de familie Chelonariidae. De wetenschappelijke naam van de soort is voor het eerst geldig gepubliceerd in 1886 door Reitter.